# Petar Babić
Petar Babić (Zagabria, 2 gennaio 1985) è un cestista croato.

## Carriera
Con la Croazia ha disputato i Giochi del Mediterraneo di Pescara 2009.

## Palmarès
- Campionato croato: 1

K.K. Zagabria: 2010-11
- Coppa di Croazia: 3

K.K. Zagabria: 2008, 2010, 2011
- Coppa di Slovacchia: 1

Inter Bratislava: 2015